# 伊予郵便局
伊予郵便局（いよゆうびんきょく）は、愛媛県伊予市にある郵便局。民営化前の分類では集配普通郵便局であった。

## 概要
所在地は伊予市米湊785-2であったが、国道378号の歩道整備に伴い、2023年（令和5年）1月23日に伊予市都市総合文化施設「ウェルピア伊予」の隣接地にあたる伊予市下三谷1750-16に移転した。新旧位置間の距離は約3kmと離れており、旧位置付近に別の郵便局もなかったことから、代替措置として、同年3月22日に、伊予湊町郵便局を、伊予市役所内郵便局として伊予市米湊820（伊予市役所本庁舎内）に移転改称予定。
局舎の敷地面積は約3千平方メートルで、局舎内部は随所に木目調を採用している。
住所：〒799-3199 愛媛県伊予市下三谷1750-16

## 沿革

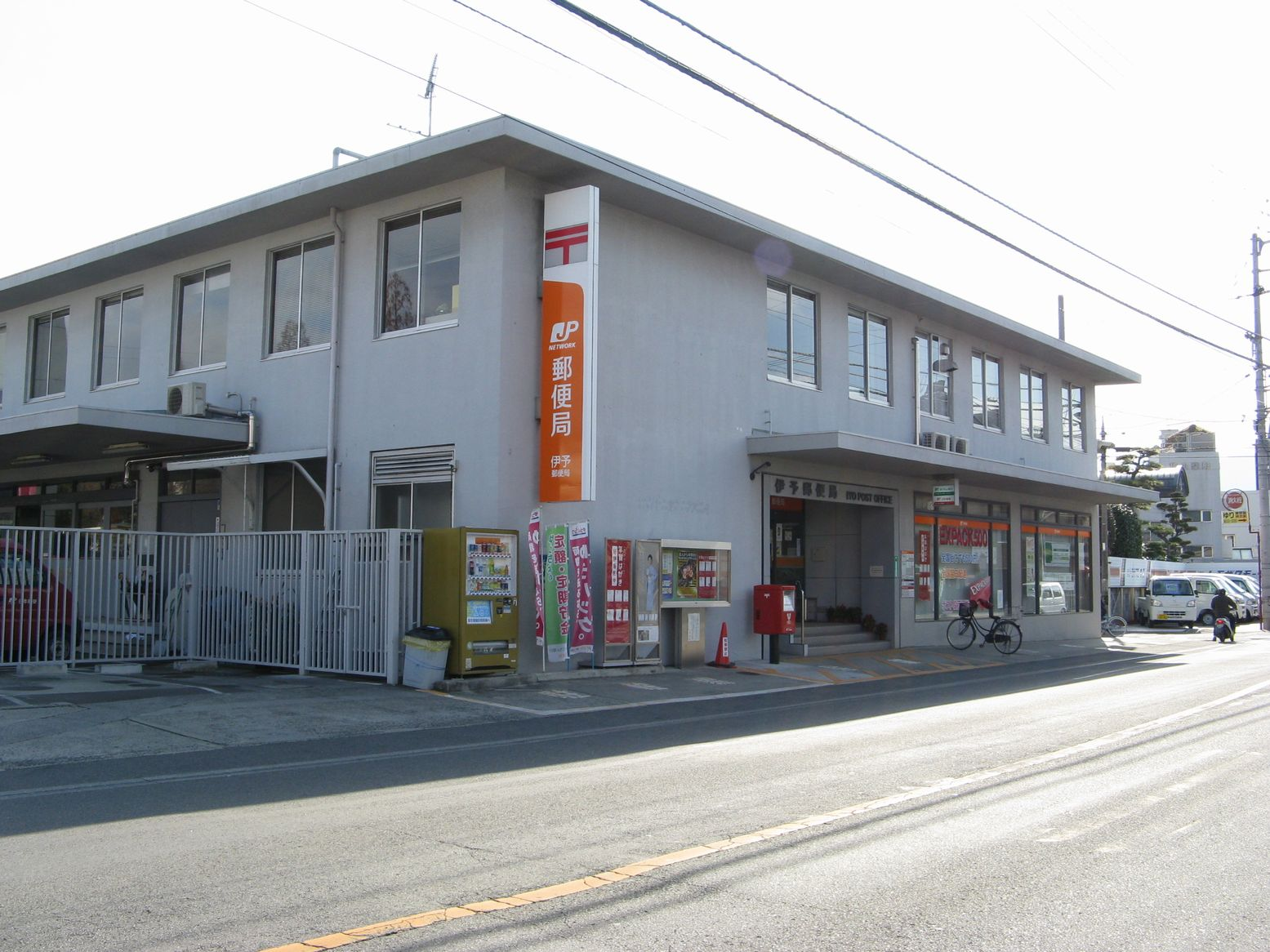
旧伊予郵便局

- 1872年8月4日（明治5年7月1日） - 郡中（ぐんちゅう）郵便取扱所として開設[4]。
- 1875年（明治8年）1月1日 - 郡中郵便局（五等）となる。
- 1880年（明治13年） - 為替取扱を開始。
- 1881年（明治14年） - 貯金取扱を開始。
- 1891年（明治24年）1月16日 - 郡中郵便電信局となる。
- 1903年（明治36年）4月1日 - 通信官署官制の施行に伴い郡中郵便局となる。
- 1949年（昭和24年）3月31日 - 特定郵便局から普通郵便局に局種別改定[5]。
- 1955年（昭和30年）3月1日 - 伊予郵便局に改称。
- 1955年（昭和30年）6月1日 - 電話通話事務の取扱を開始。
- 1956年（昭和31年）10月1日 - 和文電報受付事務の取扱を開始。
- 1973年（昭和48年）3月26日 - 伊予市灘町から、同市米湊に局舎を新築、移転。
- 2000年（平成12年）8月14日 - 外国通貨の両替および旅行小切手の売買に関する業務取扱を開始。
- 2007年（平成19年）10月1日 - 民営化に伴い、併設された郵便事業伊予支店に一部業務を移管。
- 2012年（平成24年）10月1日 - 日本郵便株式会社発足に伴い、郵便事業伊予支店を伊予郵便局に統合。
- 2019年（平成31年）2月25日 - 双海郵便局から集配業務を移管。
- 2023年（令和5年）1月23日 - 伊予市下三谷1750-16（ウェルピア伊予隣接地）に移転[1][2]。
- 2023年（令和5年）3月6日 - 松前郵便局および中山郵便局から集配業務を移管。

## 取扱内容
- 郵便、印紙、ゆうパック、内容証明
- 貯金、為替、振替、振込、国際送金、国債、投資信託
- 生命保険、バイク自賠責保険、自動車保険、がん保険、引受条件緩和型医療保険、変額年金保険
- ゆうちょ銀行ATM（管轄はゆうちょ銀行松山支店）
- 「799-31xx」「791-31xx」「791-32xx」「799-32xx」「799-33xx」区域（伊予市および伊予郡松前町）の集配業務

- ゆうゆう窓口

## アクセス
ウェルピア伊予の隣接地に位置する。
- JR四国予讃線 伊予市駅から車で約5分
- 伊予鉄道郡中駅から車で約5分

## 周辺
- ウェルピア伊予